# Klein Mehßow
Klein Mehßow (bis 30. Juli 2004 Klein-Mehßow), niedersorbisch Změšowk, ist ein Gemeindeteil von Groß Mehßow, einem Ortsteil der Stadt Calau im brandenburgischen Landkreis Oberspreewald-Lausitz. Klein-Mehßow gehört zum Kirchspiel Groß-Mehßow.

## Lage

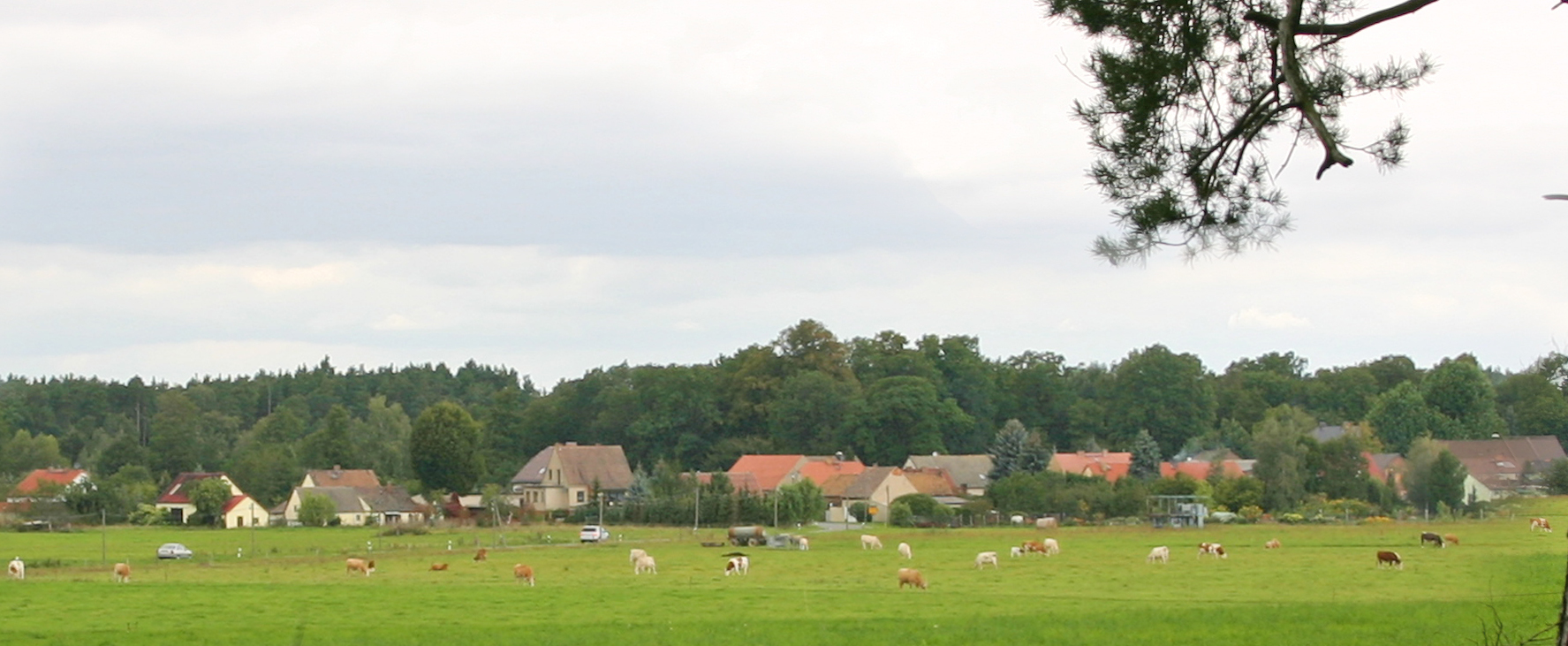
Ortslage Klein Mehßow

Klein Mehßow liegt in der Mehßower Landschaft der Niederlausitz, im Westen des Landkreises Oberspreewald-Lausitz. Benachbarte Orte sind Mallenchen im Norden, Säritz im Osten, Schadewitz im Südosten, Craupe im Süden, Groß Mehßow im Westen sowie Fürstlich Drehna (zu Luckau) im Nordwesten. Durch den Ort verlaufen die Landesstraßen L 56 und L 553, außerdem die Bundesautobahn A13 durch die Gemarkung.
Der westliche Teil der Feldmark wird von der Mehßower Niederung des Baches Schuche von Süden nach Norden durchzogen (Tugamer Grenze). Es handelt sich dabei um ein ehemaliges Moorgebiet, an dessen östlichem Rand sich die Dorflage befindet. Die durchschnittliche Höhe beträgt hier 80 m NN. Östlich davon schließt sich Sandboden mit eingelagertem Tonmergel an, der landwirtschaftlich genutzt wird (Höhe knapp über 80 m NN). Der östliche, bis auf 108 m NN ansteigende Teil der Klein-Mehßower Feldmark besteht aus Sandboden und ist von Wald bedeckt.

## Geschichte

### Ur- und Frühgeschichte

Im Heimatmuseum in Calau befinden sich die Grabfunde aus Klein Mehßow (Bronzezeit).

Ein Urnengräberfeld aus der Bronzezeit, westlich am Weinberg, belegt eine frühe Besiedlung Klein Mehßows (von ca. 1200 – 500 v. Chr.). Die Siedlung selbst müsste sich im Nahbereich (etwa 100 m) westlich vom Gräberfeld in Richtung des heutigen Ortes befunden haben und ist bisher noch nicht nachgewiesen. Durch den Bau der Reichsautobahn im Jahr 1938 wurden sieben Gräber entdeckt, die die oben genannte Zeitspanne eingrenzen. Einige dieser Urnen befinden sich heute im Heimatmuseum Calau.
Nach dieser ein knappes Jahrtausend währenden Siedlungstätigkeit kommt es zu einer noch längeren Siedlungsruhe.

### Mittelalter
Der Ortsname deutet darauf hin, dass Groß Mehßow und Klein Mehßow eine frühe gemeinsame Siedlungsgeschichte als Mehßow haben, die zu Beginn des 2. Jahrtausends unserer Zeitrechnung beginnt:
Die Mehßower Niederung, mit den Bächen Schrake, Schuche und dem Mündungslauf der Rietzka, bildete vor Hunderten von Jahren einen moorig-sumpfigen und unwegsamen Gürtel, der sich von Süden nach Norden durch die Mehßower Gemarkung zog. An seiner Ostseite ließ sich ein deutscher Ritter, der vom Markgrafen das Mehßower Gebiet als Lehen erhielt, im 12./13. Jahrhundert nieder und ließ ein kleines Wasserschloss unmittelbar am Moor der Schuche errichten. Es ist der Bereich, wo sich heute das ehemalige Gutshaus befindet. Wenige (wohl mehr deutsche) Siedler machten diesen östlichen und kleineren Teil Mehßow urbar. Die eigentliche Siedlung entstand aber an dem Bach Rietzka, auf der westlichen Seite der Mehßower Niederung, dem größeren Teil des Mehßower Gebietes. Hier wurde auch die Kirche errichtet.

### Neuzeit
Das Rittergut Mehßow muss wenig später nach seiner Gründung geteilt worden sein und die Ortsbezeichnung änderte sich in Groß Mehßow und Klein Mehßow. Die ersten urkundlichen Erwähnungen mit den Namenszusätzen finden sich 1441 für Groß Mehßow und 1489 für Klein Mehßow: In diesem Jahr verkaufte Hans von Buxdorf seine Bornsdorfer Güter an Götz von Wolfersdorf. Dazu gehörten außer dem Schloss in Bornsdorf noch 12 weitere Dörfer, darunter auch Klein Mehßow.

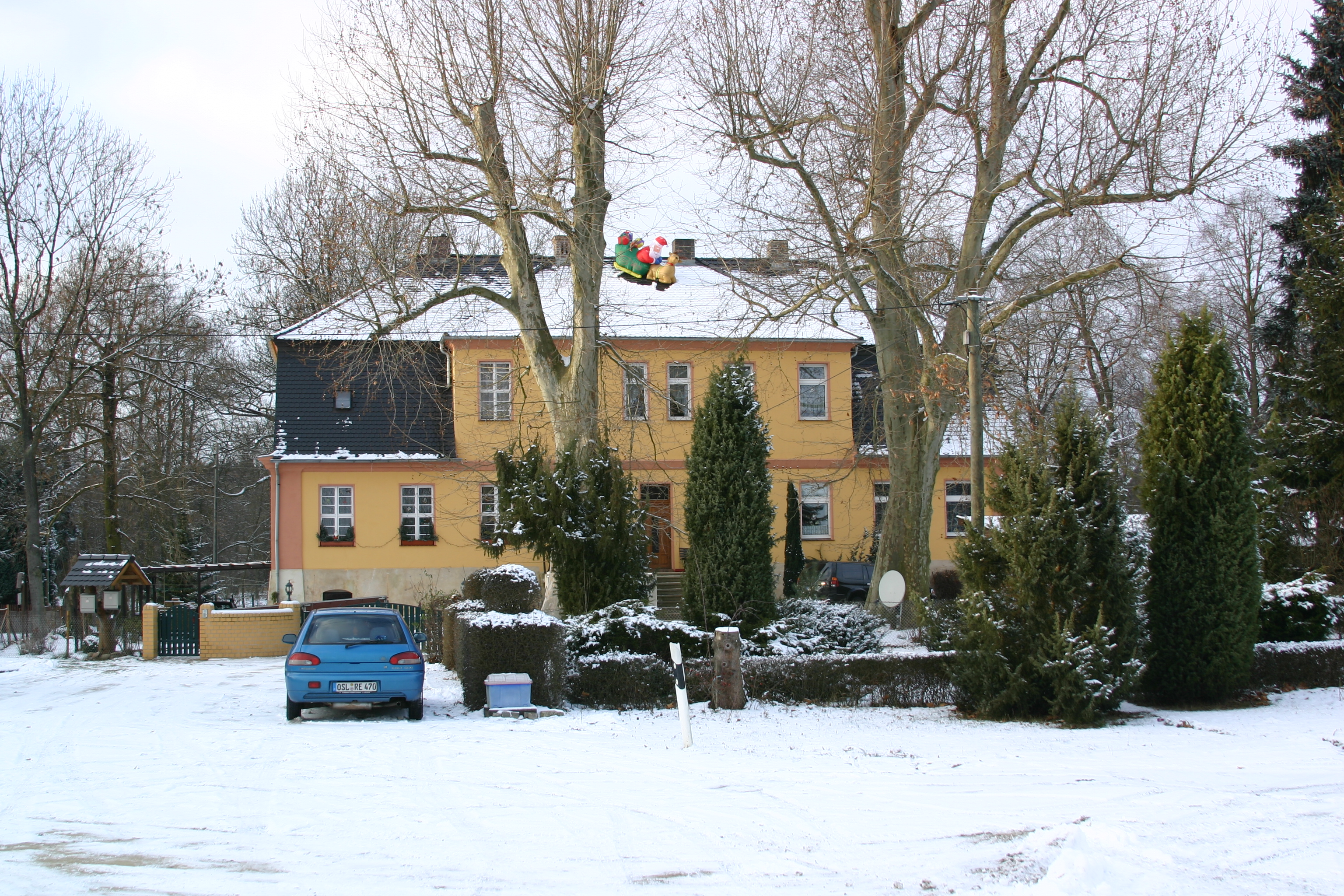
Das ehemalige Gutshaus in Klein Mehßow ist heute in Privatbesitz und dient als Wohnraum.

In Verbindung blieb Klein Mehßow aber mit Groß Mehßow weiterhin über die Kirchenzugehörigkeit. Taufe, Konfirmation, Eheschließung und Beerdigung erfolgten in der Groß Mehßower Kirche bzw. auf dem Kirchhof und ab 1820 auf dem heutigen Friedhof.
Über drei Generationen blieb Klein Mehßow im Besitz derer von Wolfersdorf, bis Ulrich von Wolfersdorf es im Jahre 1596 gegen die Hälfte von Groß Jehser an Albrecht von Kracht auf Mallenchen eintauschte.
Damit gehörte Klein Mehßow ab 1596 für kurze Zeit zu Mallenchen, während die Klein Mehßower Bauern den Boden gegen einen jährlichen Zins pachteten. 1624 wurde Klein Mehßow für 5.350 Taler an den sächsischen Kriegshauptmann Andreas von Klitzing, Gutsherr auf Göllnitz und Dollenchen, verkauft. Das Klein Mehßower Gut wurde häufig verkauft, verpfändet und versteigert. Die Gutsbesitzer wechselten also ständig, und das nahm nicht immer einen positiven Einfluss auf seine Entwicklung.
Eine kurze Verbindung der Gutsherrschaft mit Groß Mehßow entstand 1653. Wilhelm Dietrich von Klitzing heiratete am 5. März 1653 Marie Elisabeth von Minckwitz aus Groß-Mehßow, die 1.500 Gulden mit in die Ehe brachte. Ihr gemeinsamer Sohn starb eine Woche nach der Geburt und die Ehe blieb in der Folgezeit ohne Erben.
Als 1715 der Gutsbesitzer Hans Adam von Löben starb, lag auf dem Gut eine Schuldenlast von 10.490 Talern. Eine Schätzung des Gutes von 1714 ergaben, 1.594 Taler Einkünfte an Nutzungen, 3.411 Taler an steigenden und fallenden Nutzungen und 4.215 Taler an Viehnutzung. Angesichts der hohen Schulden blieb den Söhnen nichts vom väterlichen Erbe und sie verkauften es 1717 für 8.500 Taler an Friedrich Gottlob von Zabeltitz.

#### Preußische Agrarreform

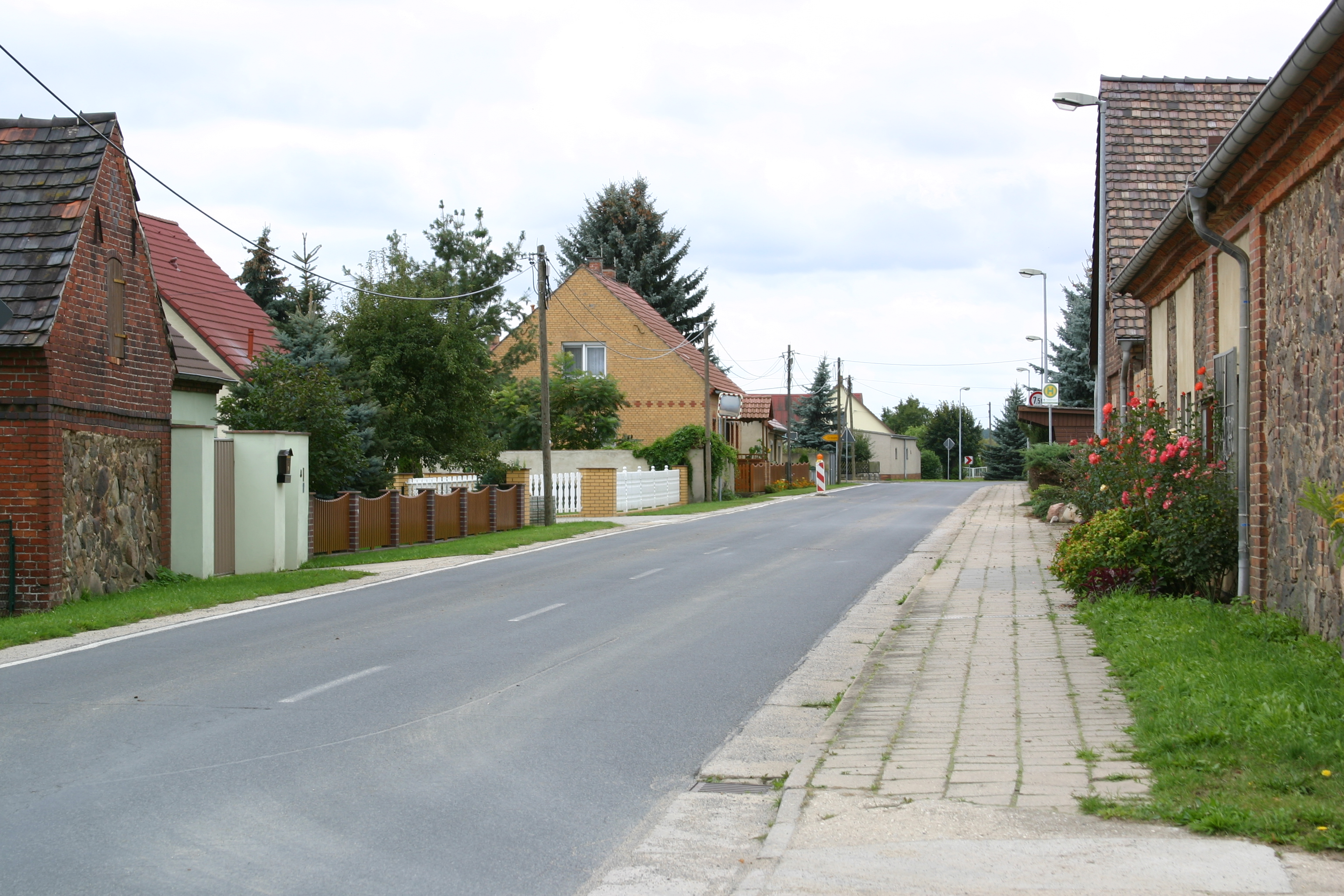
Dorfstraße in Klein Mehßow.

Zum Ende des 18. und besonders im 19. Jahrhundert kam es in ganz Europa zu einer umfassenden Agrarreform. Als Folge wurden die Groß- und Mittelbauern aus ihrer persönlichen Leibeigenschaft gegenüber der Gutsherrschaft befreit. Sie unterstanden fortan nicht mehr der Gerichtsbarkeit der Gutsherrschaft, wurden von der Abgabe des Zehnten und anderer Lasten entbunden und erhielten die Grundstücke, auf denen sie bisher als Pächter wohnten, als ihr Eigentum übertragen. Ein anderer Punkt der Reformen ist in der Separation zu sehen. Um eine Verbesserung in der landwirtschaftlichen Produktion zu erreichen, wurde die mittelalterliche Feldflur umfassend neu geordnet. Zersplitterter landwirtschaftlicher Grundbesitz wurde zusammengelegt, das Wegenetz erneuert und neue Gräben wurden angelegt.
Die Agrarreform in Klein Mehßow wurde 1828 bis 1831 durchgeführt. Es betraf hauptsächlich acht Bauernwirtschaften (Kossäten), die ihre bisher als Pächter und Abhängige der Gutsherrschaft bewirtschafteten Höfe als Eigentum übertragen bekamen. Ihr neues Eigentum umfasste nun zwischen acht und zwölf Hektar.
Nach der topographisch-statistischen Übersicht des Regierungsbezirkes Frankfurt von 1844 hatte das Dorf Klein Mehßow damals 20 Wohnhäuser mit 146 Einwohnern und verfügte über eine Schäferei und eine Wassermühle. Das Gut umfasste eine Größe von 360 Hektar, davon waren 97 Hektar Ackerland, 216 Hektar Wald sowie 13 Hektar Wiesen und Weiden.

#### Erste Hälfte des 20. Jahrhunderts

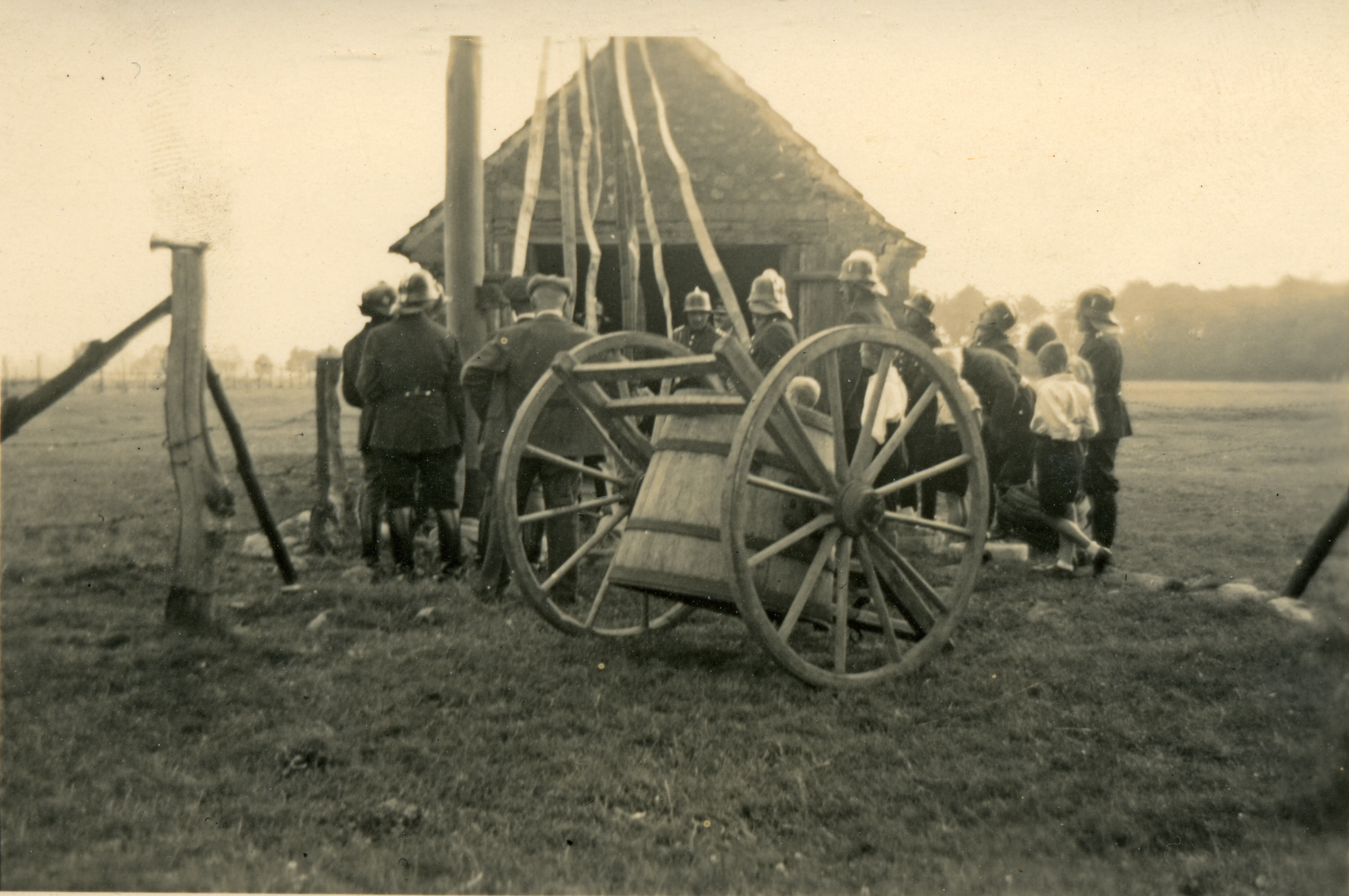
Das ehemalige Spritzenhaus der Freiwilligen Feuerwehr Klein Mehßow

Ein Fräulein Marie Jansen aus Westfalen kaufte im Herbst 1902 das Rittergut Klein Mehßow. Sie war katholisch und wollte aus dem Gewächshaus eine Kapelle mit eigenem Hauskaplan bauen. Sie schwärmte sehr für die schöne Natur und gedachte Klein Mehßow zu verschönern.
Fräulein Jansen bestellte jede Menge Holzfäller, und in kurzer Zeit war der Wald abgeholzt und als Grubenholz verkauft worden. Nur einzelne Bäume, die nicht die erforderliche Stärke hatten, blieben stehen. Anschließend wurde der Wald mit Palmen aufgeforstet.
Der Reichstagsabgeordnete und Gerichtspräsident Graeber bemühte sich das verwüstete Gut für Fräulein Jansen an die Ansiedlungskommission zu einem hohen Preis zu verkaufen. Als aber Herrn Graeber auf Anfrage nach dem Wert des Gutes von zuständiger Seite erwidert wurde: „Umsonst zu teuer!“, musste man sich nach einem anderen Käufer umsehen.
Dieser fand sich schließlich auch in Herrn Wernecke, einem Versicherungsdirektor aus Berlin, der das Gut gegen ein Haus in Berlin tauschte. Er zog am 1. April 1903 mit seiner Familie nach Klein Mehßow. Herr Wernecke ließ die Palmen als Stangen verkaufen, kaufte Kühe und Schweine und ließ damit die Ställe wieder auffüllen.
Nach Wernecke (1903), der Landbank Berlin (1905), Hugo Jabbusch (1907), der den Klein Mehßower Wald ordentlich geplündert hatte, folgten noch Hans Braun (1919, dessen Verwalter das Gut völlig herunterwirtschaftete) und schließlich der letzte Gutsbesitzer, Walter Höpke (1927). Ihn enteignete die sowjetische Besatzungsmacht dann nach Kriegsende 1945.
Einzige Rettung für das heruntergewirtschaftete Rittergut war 1928 der Verkauf von 75 Hektar Land und Grundstücke an Neusiedler und Altanlieger. So erhielt die ebenfalls 1928 gegründete Freiwillige Feuerwehr Klein Mehßow 31 m² Grundfläche an der Straße nach Tugam zum Bau eines Spritzenhauses. Der Gemeinde wurde der herrschaftliche Friedhof unentgeltlich überlassen, sodass die Klein Mehßower nun nicht mehr in Groß Mehßow beerdigt wurden.

#### Die Reichsautobahn
Der 1933 begonnene Bau der Reichsautobahnen berührte 1938 auch Klein Mehßow. Obwohl die Streckenführung ursprünglich über Baruth, Dahme und Doberlug-Kirchhain nach Dresden geplant war, wurde schließlich der heutige Verlauf der Bundesautobahn 13 realisiert.
Mit den für die damalige Zeit hoch technisierten Bautrupps kam die Moderne in das abgelegene kleine Dörfchen Klein Mehßow. Manch einer hatte zum ersten Mal in seinem Leben einen Dampfbagger gesehen. Kinder suchten die Nähe der Baustellen, weil es spannend war, die Arbeiten zu beobachten. Hunderte Arbeiter waren vor Ort, die auch untergebracht werden mussten. 
Ein Bauarbeiterlager wurde zwischen der Schäferei, dem Friedhof und der neu zu bauenden Autobahn errichtet. Bauingenieure und Bauleiter mieteten sich möbliert in den umliegenden Dörfern ein. Für den Streckenverlauf musste ein Teil des Weinberges abgetragen werden, der Kies wurde gleich zum Bau verwendet, Feldbahnen sorgten für den Nachschub an Kies, Zement und weiteren Baumaterialien.
Im Weinberg kamen die oben erwähnten Urnengräber aus der Bronzezeit zum Vorschein. Der Lehrer Menzel nahm im März 1938 eine Notbergung vor und sicherte von 7 Gräbern 14 Urnen. Die Einweihung der Autobahnstrecke Calau-Ruhland erfolgte 1939.

#### Kriegsende und Neuanfang

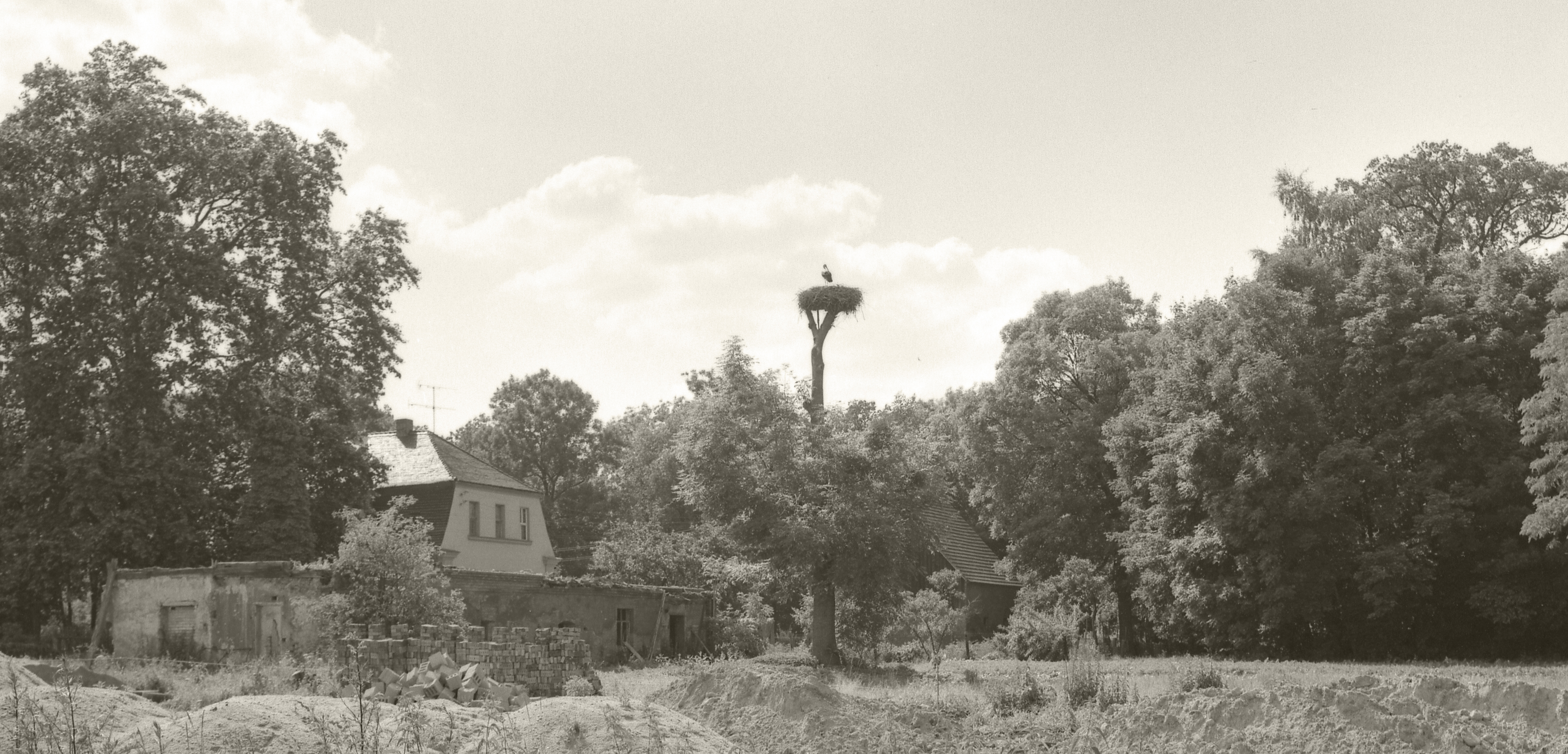
Storchennest auf dem Gutshof Klein Mehßow 1985

Nach dem Ende des Zweiten Weltkrieges forderte die russische Besatzungsmacht, das Leben zu normalisieren, indem die Menschen unter anderem die Arbeit wieder aufnahmen, die Felder bestellten und Versorgungseinrichtungen wieder instand setzten. Verantwortlich dafür war der ab 1. Mai 1945 neu eingesetzte Bürgermeister Walter Haberland aus Groß Mehßow, der für alle Dörfer des Kirchspiels dieses Amt übernehmen musste. Der bisherige Bürgermeister, der Schmied Reinhold Harnisch, wurde abgelöst. Die Rote Armee beschlagnahmte und enteignete das Rittergut und ließ es zwei Jahre lang weiterführen zur Versorgung ihrer Soldaten. Die Frühjahrssaat, die Kartoffeln, waren dank des zeitigen Frühjahrs glücklicherweise schon im Boden. Diese konnten nicht geraubt und mussten nur noch wachsen und geerntet werden. Das umherirrende Vieh wurde wieder eingefangen.

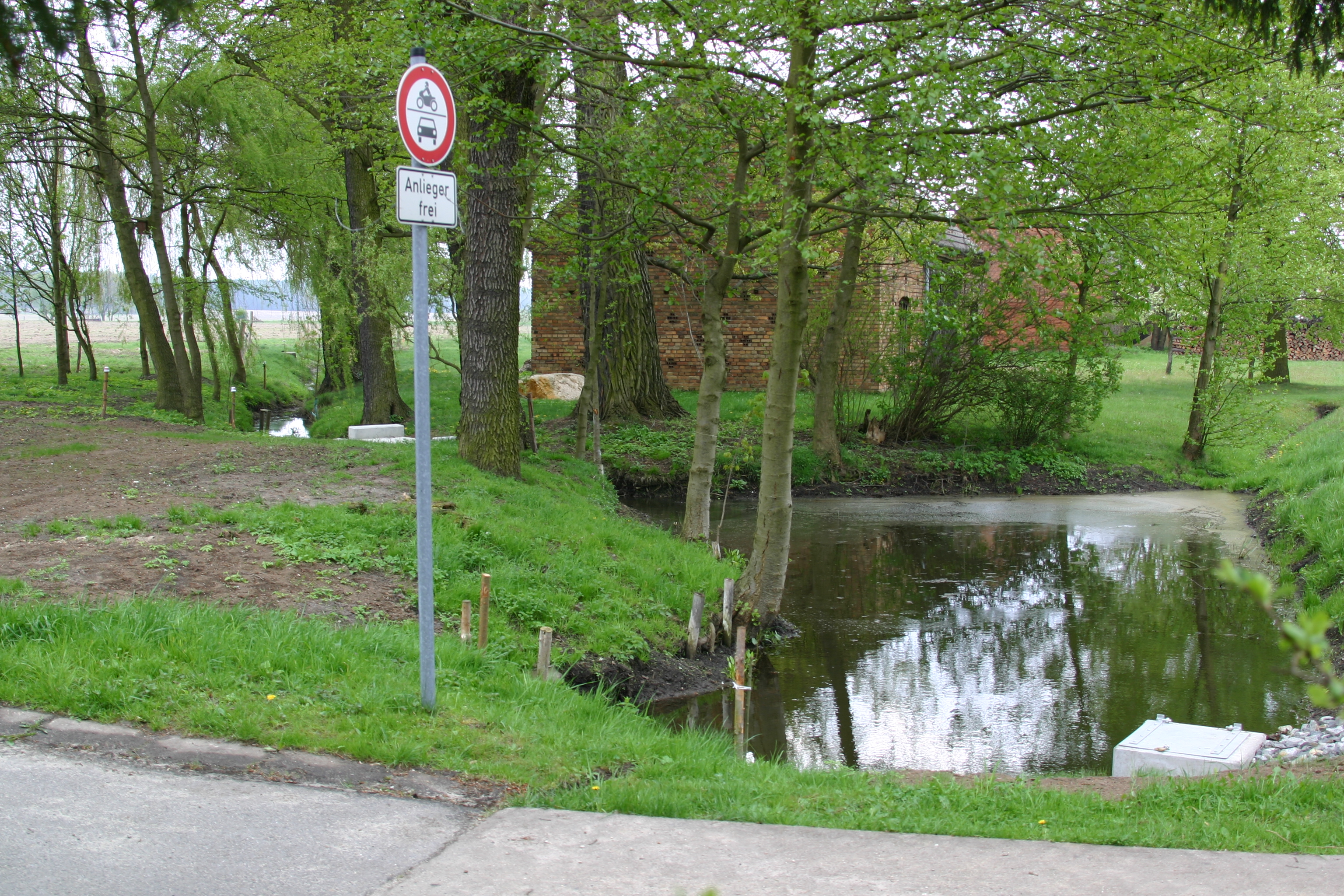
Dorfteich.

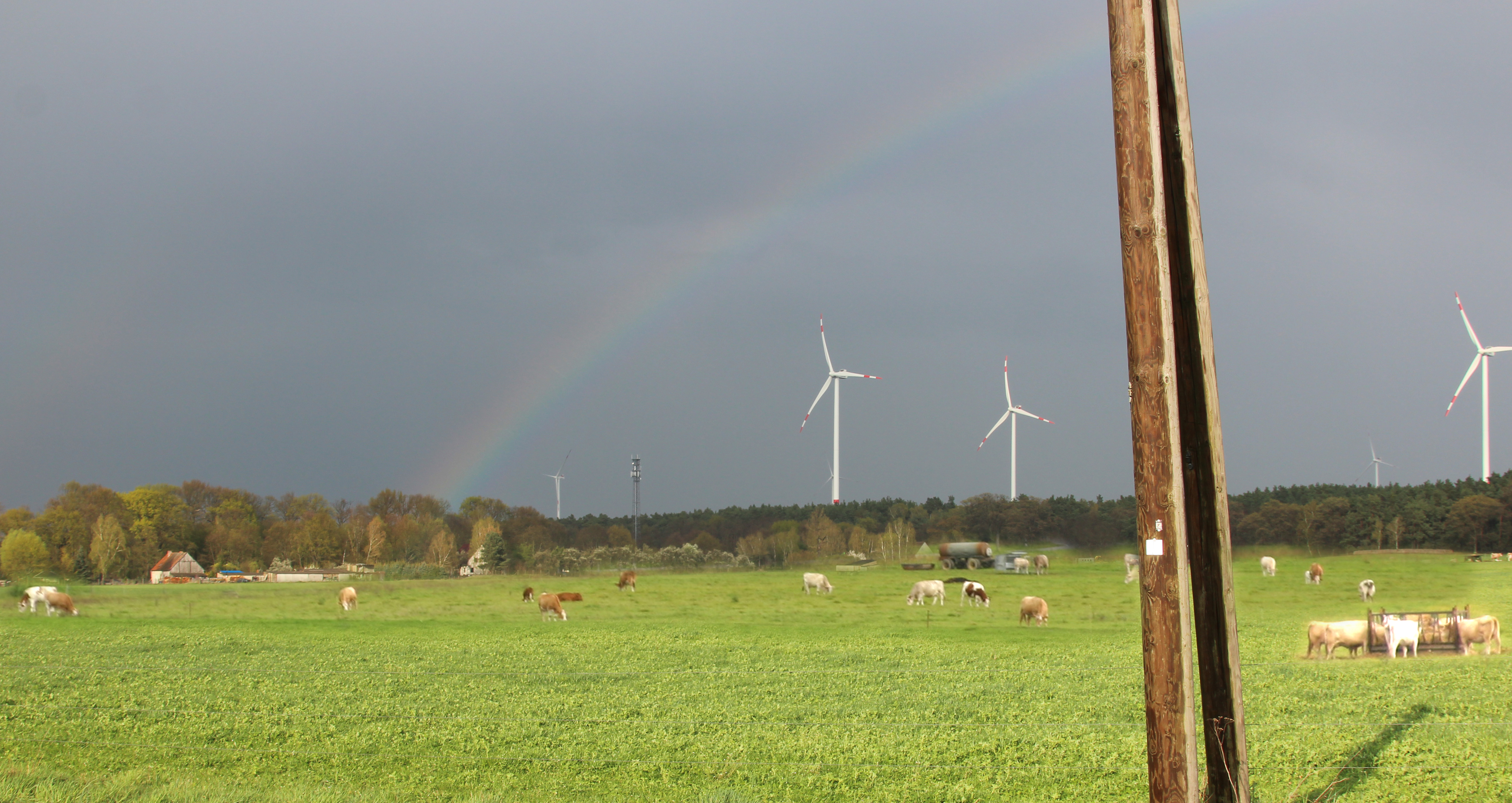
Weidewirtschaft in Klein Mehßow.

Die Kühe auf dem Gut, die unter russischer Bewachung standen, mussten täglich gemolken werden. Aufgrund von Vergewaltigungen und Repressalien in den Tagen zuvor hatten viele Frauen jedoch Angst, diese Arbeit zu übernehmen.
Bis zur Enteignung des Rittergutes Klein Mehßow im Zuge der Bodenreform im Jahre 1945 wohnten auf dem Gutshof in dem Tagelöhnerhaus und in weiteren Tagelöhnerhäusern, die sich im Dorf befanden, Tagelöhner, Gutsarbeiter, Gutsvogt und andere Bedienstete, zeitweise über 50 Einwohner. Nach 1945, wurden hier die Heimatvertriebenen aus den deutschen Ostgebieten untergebracht und es entstanden am Schäfereiweg (heute: Zur alten Schäferei) neue Siedlungen. Die Einwohnerzahl stieg von 111 Einwohnern im Jahr 1939 in neun Jahren auf 155 Einwohner.
Die 1940 in Deutschland eingeführte Sommerzeit regelten ab 1945 die Besatzungsmächte. So wurde am 2. Mai 1945 die Moskauer Zeit, oder „Mitteleuropäische Hochsommerzeit“ eingeführt. Die Uhren wurden zwei Stunden vorgestellt. Sie galt bis zum 24. September. An diesem Tag wurden die Uhren eine Stunde zurückgestellt auf normale Sommerzeit und am 19. November nochmals eine Stunde zurück auf Normalzeit. Die Sommerzeitregelung, zumeist mit einer Stunde Verschiebung, galt bis 1949.
Ab Juli 1945 gab es wieder elektrischen Strom in Klein Mehßow und am 1. Oktober begann der Schulunterricht für die Klein Mehßower Kinder in der Schule in Groß Mehßow. 1946 wurde der Maurer Reinhold Krüger Bürgermeister. Die Gemeindevertretung bestand aus 9 Abgeordneten, alles Parteigenossen der SED. Die Sprechzeiten beim Rat der Gemeinde waren täglich von 18.00 Uhr – 20.00 Uhr auf der Telefonnummer Gollmitz 14.
1947 gab die Rote Armee das Gut an die Gemeinde zurück, zuvor hatten die Russen noch alle Betriebsmittel mitgehen lassen.
Die sozialistische Zwangskollektivierung der Landwirtschaft in Landwirtschaftliche Produktionsgenossenschaften (LPG) erfolgte in Klein Mehßow zuerst etwas freiwillig – es gründete sich am 11. Dezember 1957 eine LPG vom Typ 1 mit dem Namen „Richtiger Weg“. Vorsitzender war Siegfried Heymann. Am 15. März 1959 erfolgte die Umwandlung der Genossenschaft in Typ 2, und am 1. Januar 1971 der Zusammenschluss mit der LPG Säritz. Eine zweite LPG des Typs 1 wurde am 4. April 1960 in Klein Mehßow gegründet. Sie nannte sich „21. März“ und Richard Großmann fungierte als Vorsitzender. Am 24. August 1960 erfolgte der Anschluss an die LPG „Richtiger Weg“. Für die Technik der LPG war die Maschinen-Traktoren-Station (MTS) zuständig, von der es in Klein Mehßow eine Nebenstelle der MTS Missen gab.
Am 1. Januar 1960 wurde Klein Mehßow an die Gemeinde Groß Mehßow angegliedert. Diese wurde am 26. Oktober 2003 zusammen mit den weiteren bis dahin selbstständigen Gemeinden Saßleben, Kemmen, Mlode, Bolschwitz und Werchow in die Stadt Calau eingegliedert.

### Bevölkerungsentwicklung
| 1875 | 130 |  | 1890 | 104 |
| 1910 | 102 |  | 1925 | 99  |
| 1933 | 108 |  | 1939 | 106 |
| 1946 | 153 |  | 1950 | 252 |